# Natalia Surma
Natalia Surma (ur. 16 marca 1989) – polska piłkarka, grająca na pozycji pomocnika. Obecnie występuje w RTP Unii Racibórz, z którą dwukrotnie zdobyła mistrzostwo Polski (2008/09, 2009/10). Występowała również w narodowej kadrze U-19.